# Wodorosiarczan metylu
Wodorosiarczan metylu, CH
3OSO
3H – organiczny związek chemiczny, monoester kwasu siarkowego i metanolu. Powstaje m.in. podczas częściowej hydrolizy siarczanu dimetylu:
(CH
3)
2SO
4 + H
2O → (CH
3)HSO
4 + CH
3OH
Syntezę związku opisali po raz pierwszy francuscy chemicy Jean-Baptiste Dumas i Eugène-Melchior Péligot w 1835 roku.
Wodorosiarczan metylu jest bardzo mocnym kwasem (pKa ≈ −3,4; dla porównania pKa1 kwasu siarkowego wynosi ok. −2,8), ulega dysocjacji zgodnie z równaniem:
(CH
3)HSO
4 + H
2O ⇌ (CH
3)SO−
4 + H
3O+

## Zastosowanie
W 1993 roku opublikowano wysokowydajną i selektywną metodę syntezy wodorosiarczanu metylu z metanu i kwasu siarkowego katalizowaną przez związki rtęci. Kilka lat później opracowano zmodyfikowaną procedurę, w której zamiast niebezpiecznych związków rtęci jako katalizator zastosowano związki kompleksowe platyny:
2CH
4 + 2SO
3 + O
2 → 2(CH
3)HSO
4
Reakcja przebiega prawdopodobnie poprzez związek pośredni zawierający ugrupowanie Pt−CH
3. Proces ten jest proponowany jako tania metoda produkcji metanolu z gazu ziemnego.